# Alessandro Santos
Alessandro Santos (三都主 アレサンドロ, Santos Alessandro, Paraná, 20 juli 1977) is een Japans voormalig voetballer die als middenvelder speelde.

## Clubcarrière
Alessandro Santos speelde tussen 1997 en 2009 voor Shimizu S-Pulse, Urawa Red Diamonds en Red Bull Salzburg. Hij tekende in 2009 bij Nagoya Grampus en in 2012 bij Tochigi SC.

## Interlandcarrière
Alessandro Santos debuteerde in 2002 in het Japans nationaal elftal en speelde 82 interlands, waarin hij 7 keer scoorde.

## Statistieken
| Japans voetbalelftal | Japans voetbalelftal | Japans voetbalelftal |
| Jaar                 | Wed.                 | Dlp.                 |
| -------------------- | -------------------- | -------------------- |
| 2002                 | 9                    | 1                    |
| 2003                 | 15                   | 1                    |
| 2004                 | 22                   | 2                    |
| 2005                 | 17                   | 1                    |
| 2006                 | 19                   | 2                    |
| Totaal               | 82                   | 7                    |